# Chodów (Mazovie)
Pour les articles homonymes, voir Chodów.
Chodów (prononciation : [ˈxɔduf]) est un village polonais de la gmina de Siedlce dans le powiat de Siedlce de la voïvodie de Mazovie dans le centre-est de la Pologne.
Il se situe à environ 7 km au nord-ouest de Siedlce (siège de la gmina et du powiat) et à 85 km à l'est de Varsovie (capitale de la Pologne).
Le village comptait approximativement une population de 1 080 habitants.

## Histoire
De 1975 à 1998, le village appartenait administrativement à la voïvodie de Siedlce.

Depuis 1999, il appartient administrativement à la voïvodie de Mazovie